# Amaracarpus ledermannii
Amaracarpus ledermannii är en måreväxtart som beskrevs av Theodoric Valeton. Amaracarpus ledermannii ingår i släktet Amaracarpus och familjen måreväxter. Inga underarter finns listade i Catalogue of Life.